# Chuck James
Charles Hamilton James (né le 9 novembre 1981 à Atlanta en Géorgie, États-Unis) est un lanceur gaucher des Ligues majeures de baseball sous contrat avec les Mets de New York.

## Carrière
Chuck James est drafté en 20e ronde par les Braves d'Atlanta en 2002. Il fait ses débuts dans le baseball majeur avec les Braves le 28 septembre 2005.
À sa saison recrue avec Atlanta en 2006, James est employé 7 fois comme releveur avant d'être transféré dans la rotation de lanceurs partants. Il y passe le reste de la saison, amorçant 18 parties. Il remporte 11 victoires contre seulement 4 défaites et maintient une moyenne de points mérités de 3,78 avec 91 retraits sur des prises en 119 manches lancées. À son premier départ le 25 juin, il remporte sa première victoire dans les majeures, aux dépens des Rays de Tampa Bay.
En 2007, il débute 30 parties des Braves, égalant son total de 11 victoires, mais avec 10 défaites portées à sa fiche. Sa moyenne de points mérités s'élève à 4,24 en 161 manches et un tiers lancées et il atteint son record personnel de 116 retraits sur des prises. Après cette saison en demi-teinte, il entreprend mal la saison 2008 : après sept départs, il a déjà cinq défaites et seulement deux victoires et, surtout, une moyenne de points mérités élevée (9,10). Il est renvoyé en ligues mineures, chez les Braves de Richmond dans le Triple-A.
Après un passage dans les mineures dans l'organisation des Nationals de Washington, James fait un bref passage avec les Twins du Minnesota en 2011, trois ans après son dernier match dans les majeures. Les Twins l'envoient au monticule en relève à 8 reprises et sa moyenne de points mérités s'élève à 6,10 en 10 manches et un tiers lancées.
En décembre 2011, Chuck James signe chez les Mets de New York et est assigné début 2012 à leur club-école de Buffalo.